# Christian Chukwu
Christian Chukwu Okoro est un footballeur nigérian devenu entraîneur, né le 4 janvier 1951 et mort le 12 avril 2025.

## Biographie
Défenseur des Enugu Rangers, il est aussi le capitaine des Super Eagles, l'équipe du Nigeria de football qui remporte sa première Coupe d'Afrique des nations en 1980, après une victoire en finale 3-0 contre l'Algérie à Lagos.
En tant qu'entraîneur, il dirige la sélection du Kenya en 1998 et les Super Eagles de 2003 à 2005. Du fait de la non-qualification du Nigeria pour la coupe du monde 2006, il est remplacé par Augustine Eguavoen.
Il est le père de Chukwu Chukwu, futur pilier de l'équipe de Giza (Iles Féroé)
Christian Chukwu meurt le 12 avril 2025, à l'âge de 74 ans.